# تصنيف العروض F
تصنيف F هو تصنيف لتسليط الضوء على النساء على الشاشة وخلف الكاميرا. تم تطوير تصنيف F في مهرجان باث السينمائي في عام 2014 ، وقد استوحى تصنيف F من اختبار بيتشدل استنادًا إلى شريط رسوم متحركة عام 1985 من تأليف اليسون بيتشدل ، وتم نشره في 2010 من قبل مدونة مدونة التردد النسوي لأنيتا سركيسيان، ومن تصنيف إيلين تجل في دور السينما السويدية. رداً على الانتقادات الموجهة إلى التصنيف A ، كتب منظرو الأفلام السويديون إنغريد ريبيرج وآنو كويفونين ولورا هوراك ، "لقد أثبت التصنيف A أنه استفزاز ناشط يعمل ، ومن المهم أن نسأل لماذا التصنيف A لا يتعلق الأمر بتصنيف الأفلام على أنها نسوية أو غير نسوية ، بل تهدف إلى تنبيه المشاهدين الذين يجدون أن المجتمع الأنثوي مقنع للأفلام التي قد تعجبهم ، وبالتالي تحدي الصناعة لإنتاج المزيد من هذه الأفلام. في أكتوبر 2014 طور المهرجان تصنيف F "لأخذ خطوة إلى الأمام وتسليط الضوء على الأفلام التي كان لها شخصية بارزة في الإنتاج مثل الأنثى - مخرجة وكاتبة سيناريو أو كانت لها قيادات نسائية قوية جدًا أو قضايا نسائية ، وفقًا لمديرة المهرجان ومؤسس تصنيف F هولي تاركويني. وقالت تاركويني لبي بي سي إن الأفلام يجب أن تستوفي معيارًا واحدًا على الأقل من ثلاثة معايير للحصول على التصنيف: إذا كان لأفلامنا مخرجة ، أو قائدة لم تكن موجودة فقط لدعم الرجل الرئيسي ، أو كانت تدور حول النساء على وجه التحديد، ستحصل على ختم موافقة من فئة F.
تمت دعوة مؤسس المصنف F هولي تاركويني لتقديم محاضرة في مهرجان باث السينمائي عن تصنيف F في العروض.

## الأساس المنطقي
التصنيف F هو ردة فعل لظاهرة تعرف باسم سقف السيليلويد ، والتي تم توثيقها دوليًا. أظهرت أرقام BFI أنه في عام 2011 تم إخراج 15في المائة من جميع أفلام المملكة المتحدة التي تم إصدارها من قبل النساء ، ولكن في عام 2012 ، انخفض هذا إلى 7.8 في المائة ،  في حين أن دراسة أجراها مركز دراسة المرأة في التلفزيون والسينما في جامعة ولاية سان دييغو وجدت أن الإناث يشكلن 15 في المائة من الأبطال ، و 29 في المائة من الشخصيات الرئيسية و 30 في المائة من جميع الشخصيات الناطقة في 100 فيلم حقق أعلى ربح لعام 2013.

## مهرجان باث السينمائي 2014: التطبيق الأول
حصل سبعة عشر من أصل اثنين وأربعين فيلمًا على تصنيف F ، بما في ذلك دراما الحرب العالمية الأولى (شهادة الشباب) استنادًا إلى مذكرات فيرا بريتين ، وحكاية الحياة الواقعية للمخرج جان مارك فالي بطولة ريس ويذرسبون. قدمت المجلات النسائية ماري كلير وإيل تغطية إيجابية للتصنيف ، والتي ورد ذكرها أيضًا في النشرة الأسبوعية لوزير الثقافة البريطاني إد فايزي.

## التنفيذ اللاحق
في فبراير 2015 ، أعلن مهرجان باث الكوميدي أنه سيكون أول مهرجان كوميدي في المملكة المتحدة من فئة F ، مع فناني الأداء بما في ذلك فيف قروسكوب وهيلن ليدردر. في مارس 2015 ، رتبت كوميديا باث اجتماعًا لتشجيع جميع مهرجانات باث ، بما في ذلك مهرجان باث لأدب الأطفال ومهرجان باث الدولي للموسيقى ، والمنظمات الفنية لجعل باث أول مدينة مصنفة بدرجة F في العروض. و حصل برنامج مهرجان باث السينمائي لعام 2015 على تصنيف F بنسبة 45 في المائة وجذب المزيد من الاهتمام. في عام 2015 ، تمت دعوة جميع دور السينما المستقلة مهرجانات الأفلام في المملكة المتحدة للانضمام إلى تصنيف F حيث اشترك العشرات في برنامجهم المصنف F. في عام 2016 ، أصبحت باربيكان المنظمة الأربعين التي تتبنى التصنيف.

## إضافة الكلمة المفتاحية المصنفة F إلى قاعدة بيانات IMDb عبر الإنترنت
في يناير 2017 ، تمت إضافة الكلمة الأساسية المصنفة F إلى موقع IMDb. بحلول مارس 2017 ، كان هناك أكثر من اثنان وعشرون ألفاً وأربعمائة فيلم على IMDb تم وضع علامة عليها بالكلمة الرئيسية المصنفة F. وقد دافعت مجلة جي كيو عن التصنيف.

## روابط خارجية
الموقع الرسمي لمهرجان باث السينمائي
الموقع الرسمي لتصنيف F.
الموقع الرسمي لـ A-rate